# Георги Начев
Георги Алексиев Начев е български политик от БКП.

## Биография
Роден е на 23 юли 1932 г. в Преслав, Царство България. Още в гимназията е секретар на ДСНМ. След това започва работа като завеждащ отдел „Пропаганда“ в Околийския комитет на ДСНМ в Преслав, а по-късно е негов първи секретар. От 1954 г. е член на БКП. През 1957 г. завършва ВИИ „Карл Маркс“. В отделни периоди е старши плановик на завод „Струма“ в Перник, първи секретар на Околийския комитет на ДКМС в Преслав, преподавател в Централната комсомолска школа и заместник-завеждащ отдел „Организационен“ на ЦК на ДКМС. Бил е старши помощник на председателя на Министерския съвет и заместник-министър на финансите. Преподава в АОНСУ като доцент. От 1978 до 1986 г. е първи секретар на Окръжния комитет на БКП в Шумен. От 1986 г. е председател на Комитета по труда и социалното дело. Между 1981 и 1990 г. е член на ЦК на БКП.